# Base aérienne de Željava
 (octobre 2012).
Si vous disposez d'ouvrages ou d'articles de référence ou si vous connaissez des sites web de qualité traitant du thème abordé ici, merci de compléter l'article en donnant les références utiles à sa vérifiabilité et en les liant à la section « Notes et références ».
Željava est le nom d'une base aérienne située à Bihać sur la frontière entre la Croatie et la Bosnie-Herzégovine. Jusqu'en 1992, elle était la plus grande base militaire de l'armée yougoslave.

## Histoire
Sa construction débuta en 1957 sous le nom de code "Objekat 505" ou "Bâtiment 505". Comme tout bâtiment militaire sensible en Yougoslavie, les travaux furent réalisés dans le plus grand secret. Elle se termina en 1965 et coûta environ 6 milliards de dollars.
Le choix du lieu a fait l'objet de nombreuses études stratégiques et son architecte s'est directement inspiré d'une base militaire suédoise.
Intégralement enterrée dans la montagne, la base devait :
- Être suffisamment éloignée des frontières, afin d'être convenablement défendue en cas d'invasion.
- Résister à une attaque nucléaire d'une puissance de 20 kilotonnes.

Mise en service en 1968, à cause de la crise en Tchécoslovaquie, la base fera l'objet d'extensions et améliorations jusqu'en 1992.
Au début de la guerre de Croatie en 1991, cette base a connu une activité intense, puis le déclenchement des hostilités en Bosnie-Herzégovine en 1992 a placé cet aéroport militaire dans une situation géostratégique intenable.
C’est également depuis cette base que des pilotes croates de l’armée yougoslave déserteront avec leurs avions et constitueront l’embryon des forces aériennes de la Croatie. Ainsi, le :
- 25 octobre 1991 : le capitaine Rudolf Perešin, au cours d'un vol de routine, alors qu'il se trouvait à la verticale de Kopar (Slovénie), a déserté de l’armée de l’air yougoslave avec son chasseur MiG-21R no 26112 pour atterrir à Klagenfurt en Autriche.
- 4 janvier 1992 : le capitaine Danijel Borović, a déserté avec son chasseur MiG-21bis K no 17133 (c/n N2119) pour atterrir sur l'aéroport de Pula sous contrôle croate.

Le samedi 16 mai 1992, la base aérienne de Željava fut sabotée par l'armée yougoslave et détruite avec 56 tonnes d'explosifs.
En 1995, elle fut conquise par le 5e corps de l'armée bosniaque et rapidement remise à l'armée croate.
Abandonné, le site reste encore à ce jour très dangereux, pollué par les mines, il l’est aussi par les produits chimiques dégagés lors du sabotage de 1992. Depuis ce temps aucune rénovation n'a été engagée.
Il fut même envisagé pendant un temps, la construction d'un centre pour les réfugiés et demandeurs d'asile, vu la proximité avec la frontière bosniaque. Cette option éloignerait définitivement toute opération de reconstruction de la base à des fins militaires.
Le site a fait l'objet d'un projet de déminage financé par l'Union Européenne et la République de Croatie, de juillet 2017 à mars 2018, ainsi que l'indiquent les panneaux présents sur place. 

## Détails techniques
Trois galeries d'une longueur de 400, 500 et 350 m d'une hauteur de 8 m et d'une largeur de 20 m et un centre de maintenance d'une hauteur de 12 m.
Les 4 portes d'entrées avaient une épaisseur d'un mètre, une hauteur de 21 m, une largeur de 9 m et d'un poids de 100 t.
Cette enceinte a été prévue pour le séjour de plusieurs centaines de personnes, avec des restaurants, dortoirs, bureaux, hôpital, centre de maintenance, groupes électrogènes, réservoirs de kérosène et dépôt de munitions. Un ascenseur au centre de la base permettait d'atteindre un bunker situé à 30 m de hauteur à flanc de montagne dans lequel était placée une tour de contrôle camouflée.
La base a été construite pour une situation de guerre totale, elle était complètement autonome en carburant et munitions pour 60 MiG-21 pendant 60 jours. L'alimentation en kérosène se faisait à l'aide d'un oléoduc de 20 km situé à Pokoj et le dépôt de munitions était dans le village de Vedro Polje à 5 km.
Lors du creusement de la base dans la montagne, une rivière souterraine fut découverte, ce qui facilita l'alimentation en eau du site. Un système moderne de climatisation et filtration de l'air fut installé qui permettait une régulation constante de la température tout au long de l'année.
La partie extérieure était constituée de 5 pistes (2 pour les décollages et atterrissages et 3 pour les décollages) et d'un camp militaire à proximité de Licko Petrovo selo.
Au sommet de la montagne Plješevica (1 650 m), un système de radar fut installé avec une portée de plus de 400 km qui permettait une surveillance de l'espace aérien de l'Autriche, de l'Italie en grande partie, et d'une partie de la Hongrie.
Tous les radars étaient couplés et centralisés dans le cadre du système VOJIN (vazdušno osmatranje, javljanje i navođenje) (surveillance aérienne, information et navigation).
Ces radars ont continué à fonctionner entre 1992 et 1995. Ils ont été détruits en 1995 par l'armée serbe de la Krajina pour ne pas tomber dans les mains de l'armée croate lors de l'opération Tempête.
Sur la base, avant son transfert à Ponikve près de Užice (Serbie), étaient stationnés l'escadron de chasse 117 (lovačko-avijacijski puk) avec 3 escadrilles de chasseur bombardier MiG-21 PF et la 323e escadrille de reconnaissance (izviđačko-avijacijska eskadrila) avec ses MiG-21R. Un projet fut même envisagé pour y installer des MiG-29, mais il fut abandonné face aux importantes modifications à prévoir.
Une base similaire souterraine fut également construite à Priština (Kosovo, aérodrome de Slatina), bien plus modeste, il était difficile de la comparer à Željava.

## Mentions dans la culture populaire
Dans le thriller "Opération Némésis\K"  (ISBN 979-1031013602), Christophe Corvaisier utilise l'Objekat 505 comme un décor essentiel à son intrigue.